# Рижский эстрадный оркестр
Рижский эстрадный оркестр, или РЭО (латыш. Rīgas estrādes orķestris, REO) — эстрадный оркестр Латвийской государственной филармонии, основанный в 1957 году.

## История
Художественными руководителями и дирижёрами оркестра в разные годы были: основатель Рингольд Оре (1957—1959), Александр Кублинскис (1959—1961), Эгил Шварц (1959, 1961—1964), Раймонд Паулс (1964—1971), Айварс Круминьш (1971—1976).
На момент основания оркестр сотрудничал с вокальным квартетом Латвийской филармонии под управлением В. Самса. В состав РЭО полностью вошёл созданный за год до этого секстет Латвийского радио, пришли несколько музыкантов из рижского биг-бэнда Ивара Мазурса. По мнению Валерия Копмана, оркестр Мазурса в 1950-х годах был лучшим в городе. В первом составе РЭО выделялся тенор-саксофонист Гунар Кушкис, трубачи Борис Коган и Вячеслав Шкенев, тромбонисты Алдис Амолиньш и Улдис Крастс.
В начале 1960-х годов в состав оркестра был включён женский вокальный ансамбль Латвийской филармонии «Рига» под руководством Элги Игенберги. В разные годы солистами Рижского эстрадного оркестра были: Айно Балиня, Лариса Мондрус, Нора Бумбиере, Валентина Бутане, Маргарита Вилцане, Ояр Гринбергс, Виктор Лапченок, Здислав Романовскис. 
В работе коллектива принимали участие солисты балета и танцевальная группа. Основу репертуара составляли эстрадные и джазовые произведения латвийских композиторов и джазовая классика зарубежных авторов. Расцвет РЭО как оркестра, исполняющего джазовую музыку, наступил через пару лет, когда его возглавил Эгил Шварц и пришла одарённая молодежь: тенор-саксофонисты Виталий Долгов и Александр Пищиков. У Долгова проявился талант аранжировщика, и в программе оркестра появились пьесы Каунта Бейси, Куинси Джонса, Дюка Эллингтона.
Рижский эстрадный оркестр давал зарубежные гастроли — за годы своего существования коллектив побывал в Польше, Финляндии, Венгрии и Германской Демократической Республике.
В 1970 году фирма «Мелодия» выпускает единственную виниловую пластинку оркестра под названием «РЭО в ритме джаза».
Оркестр работал до 1976 года. Его фактическим преемником стал Эстрадный оркестр Латвийского телевидения и радио, созданный Рингольдом Оре (основателем РЭО) ещё в 1966 году, а спустя два года возглавленный Алнисом Закисом (был руководителем до 1991 года).